# Leonie Körtzinger
Leonie Körtzinger (Kiel, 25 de marzo de 1997) es una jugadora de voleibol de playa alemana.

## Carrera

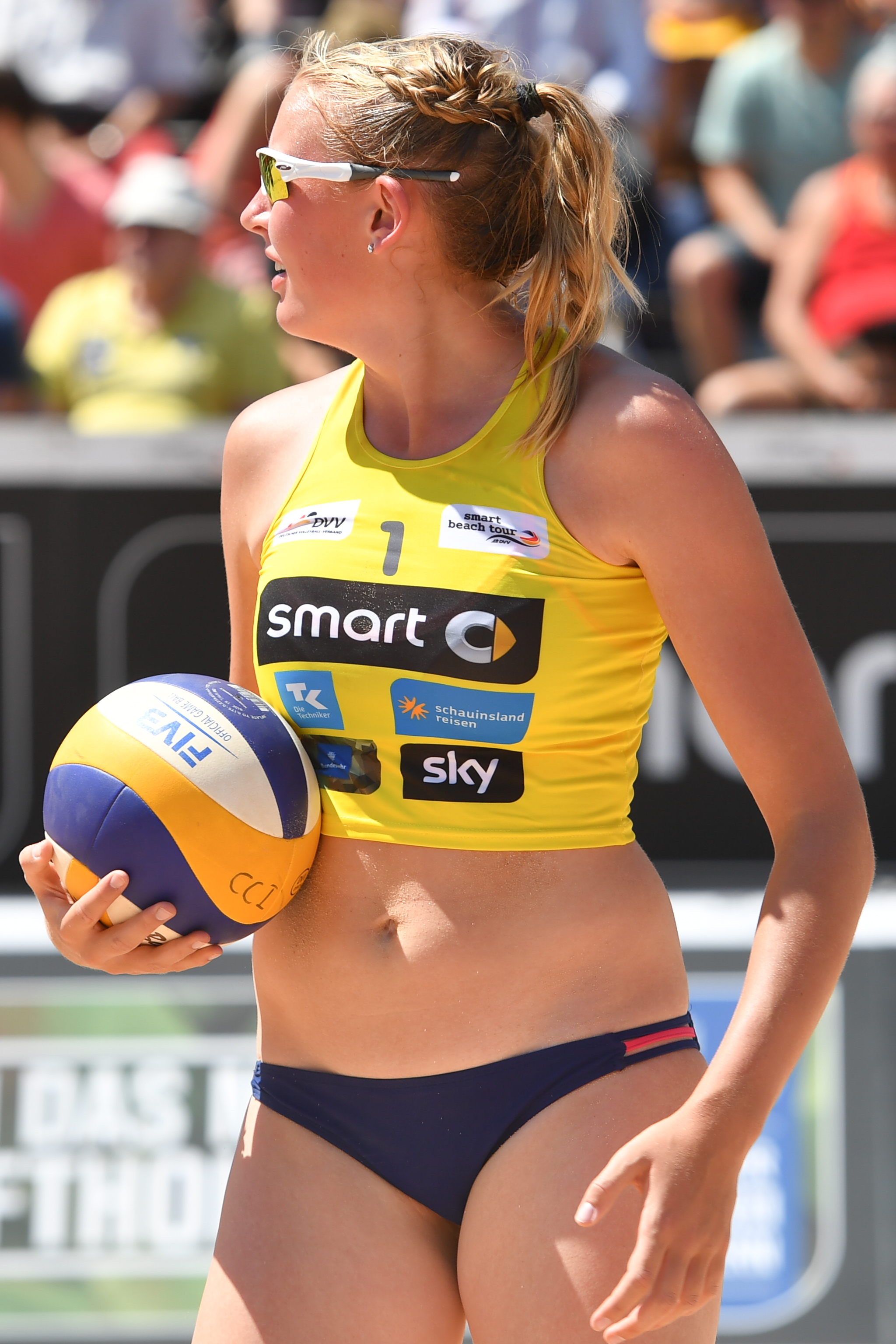
Körtzinger en el Smart Beach Tour 2017.

En su juventud, Körtzinger jugó voleibol de interior para el FT Adler Kiel local. En 2010 comenzó a jugar voleibol de playa. Con Levke Gramatke participó en varios campeonatos juveniles de Schleswig-Holstein y Alemania en 2012. En 2014 tocó junto a Janne Wurl en el Schleswig-Holstein Unser Norden Tour. Con Sophie Nestler se convirtió en subcampeona de Alemania Sub-19 en 2015 y jugó en el Smart Beach Tour nacional en 2016. Con Lena Ottens obtuvo el tercer lugar en 2016 en el Sub-20 y 2017 en la Smart Beach Cup en Duisburg. Körtzinger jugó junto a Sandra Seyfferth en el Smart Beach Tour en 2017. Alcanzó el tercer lugar en Dresde y ganó en Sankt Peter-Ording. Körtzinger/Seyfferth quedó cuarto en el torneo World Tour de 1 estrella en Shepparton, noveno en el torneo de 2 estrellas en Sídney y noveno en el Campeonato Alemán en Timmendorfer Strand. En 2018, Körtzinger jugó con Anika Krebs, la campeona olímpica Kira Walkenhorst y la actual campeona alemana Julia Sude, con quien ocupó el cuarto lugar en el campeonato alemán.

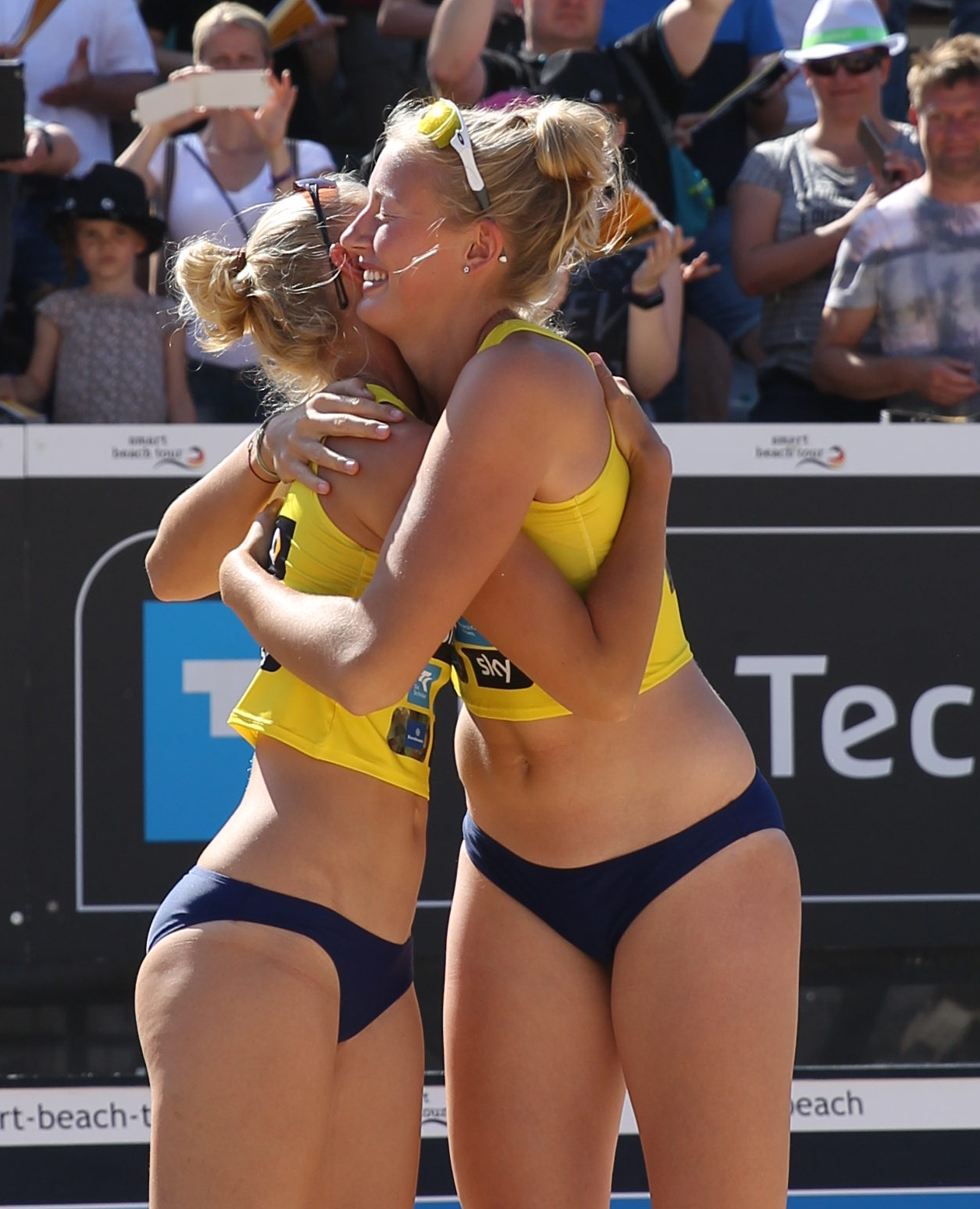
Körtzinger (derecha) celebrando con Sandra Seyfferth en el Smart Beach Tour 2017.

Desde 2019, Körtzinger juega con Sarah Schneider. Además de muchos torneos nacionales e internacionales, las dos también jugaron el Campeonato Mundial de Vóley Playa de 2019 en Hamburgo, donde terminaron en el puesto 17. Terminaron novenas en el campeonato alemán ese año. Desde 2020, son el equipo de perspectiva oficial para el voleibol de playa de la Federación Alemana de Voleibol. En junio/julio de 2020, el equipo Körtzinger/Schneider participó en la Beach-Liga y terminó tercero. En el campeonato alemán volvieron a alcanzar el noveno lugar. Debido a resultados promedio tanto a nivel nacional como internacional, los dos se separaron en junio de 2021. Con Anna-Lena Grüne, Körtzinger ganó la clasificación para el German Beach Tour (anteriormente el Smart Beach Tour) de 2021 en Timmendorfer Strand en Stuttgart. En el campeonato alemán en septiembre, compitió con Laura Ludwig y terminó quinta.
En 2022, Körtzinger jugó junto a Lea Sophie Kunst. El mejor resultado en el German Beach Tour fue un tercer lugar en Múnich. En el campeonato alemán quedaron en noveno lugar. En el World Beach Pro Tour, las dos quedaron en noveno y quinto lugar en los torneos Challenge en Dubái.

## Educación
Körtzinger estudió psicología en la Universidad de Hamburgo de 2016 a 2019 y continúa sus estudios en la Universidad a Distancia de Hagen desde 2019. También ha sido soldado deportivo en la Bundeswehr desde noviembre de 2017.